# Єне Бузанскі
Єне Бузанскі (угор. Buzánszky Jenő, 4 травня 1925, Домбовар — 11 січня 2015, Естергом) — угорський футболіст, що грав на позиції захисника, зокрема, за клуб «Дорог», а також національну збірну Угорщини. По завершенні ігрової кар'єри — тренер.
У складі збірної — олімпійський чемпіон Гельсінкі. 

## Клубна кар'єра
Народився 4 травня 1925 року в місті Домбовар. Вихованець юнацької команди футбольного клубу «Домбоварі Вошутош».
У дорослому футболі дебютував 1946 року виступами за команду «Печ», в якій провів один сезон. 
1947 року перейшов до клубу «Дорог», за який відіграв 13 сезонів.  Більшість часу, проведеного у складі «Дорога», був основним гравцем захисту команди. Завершив професійну кар'єру футболіста виступами за команду «Дорог» у 1960 році.

## Виступи за збірну
1950 року дебютував в офіційних матчах у складі національної збірної Угорщини. Протягом кар'єри у національній команді провів у її формі 48 матчів.
У складі збірної був учасником  футбольного турніру на Олімпійських іграх 1952 року у Гельсінкі, здобувши того року титул олімпійського чемпіона.
У складі збірної був учасником чемпіонату світу 1954 року у Швейцарії, де зіграв з Південною Кореєю (9-0), з ФРН (8-3), в чвертьфіналі з Бразилією (4-2), в півфіналі з Уругваєм (4-2) і в фіналі з ФРН (2-3).

## Кар'єра тренера
Розпочав тренерську кар'єру невдовзі по завершенні кар'єри гравця, 1961 року, очоливши тренерський штаб клубу «Дорог».
Протягом тренерської кар'єри також очолював команди «Естергомі Вошош» та «Фошпед Салліток».
Останнім місцем тренерської роботи був клуб «Дорог», головним тренером команди якого Єне Бузанскі був з 1971 по 1978 рік.
Помер 11 січня 2015 року на 90-му році життя у місті Естергом. Був останнім з живих футболістів легендарної угорської «золотої команди», яку тренував Густав Шебеш. Похований в соборі Базиліка Святого Іштвана.

## Титули і досягнення
- Олімпійський чемпіон: 1952
- Володар Кубка Центральної Європи (1): 1953
- Віце-чемпіон світу: 1954